# Albert Grisar
Albert Grisar (Anversa, 25 dicembre 1808 – Asnières, 15 giugno 1869) è stato un compositore belga.

## Biografia
Studiò a Parigi sotto la guida di Antonín Reicha. La sua opera di esordio fu Le mariage impossible, rappresentata nel 1833 a Bruxelles, seguita da Sarah nel 1836, L'an mil nel 1837, La Suisse à Trianon nel 1838, Les travestissements nel 1839; alcune opere le realizzò in collaborazione con François-Adrien Boieldieu.
L'anno seguente si trasferì a Napoli per un corso di aggiornamento sotto la guida di Saverio Mercadante; al suo rientro parigino riprese la sua attività di compositore teatrale con i lavori Gilles ravisseur del 1848, Bon soir, Mensieur Pantalon del 1851, Le carilloneur de Bruges del 1852. Collaborò con Friedrich von Flotow per L'eau merveilleuse (1839) e con François-Adrien Boieldieu per L'opéra à la cour (1840).

## Le Carillonneur de Bruges
Grisar si contraddistinse con questa opera storica-politico-drammatica, ambientata a Bruges durante la dominazione spagnola. I protagonisti sono il patriota belga Mathéus con il suo vecchio carillon, sua figlia Béatrix innamorata di Wilhem. Mathéus concede a Wilhem la mano di sua figlia, ma il nipote di Mathéus Van Bruck e suo cugino Mésangère insinuano che un amante misterioso abbia baciato Béatrix e questo fatto crea confusione. La vicenda si conclude con la chiamata alla rivolta contro gli spagnoli e il salvataggio di Béatrix dai suoi intenti suicidi.
Il Carillonneur de Bruges debuttò all'Opéra-Comique di Parigi il 20 febbraio 1852 e ricevette molti consensi di pubblico e di critica.

## Opere (parziale)
- La Mariage impossible, Théâtre de la Monnaie, Bruxelles 1833;
- Sarah ou L'Orpheline de Glencoé, opera-comica, Parigi 1836;
- L'An mil, Opéra-Comique, Parigi 1837;
- Lady Melvil / Le Joallier de Saint-James,  Théâtre de la Renaissance, Parigi 1838;
- La Suisse à Trianon, Parigi 1838;
- L'Eau merveilleuse, Théâtre de la Renaissance, Parigi 1839;
- Les Travestissements, Parigi 1839;
- Gille ravisseur, opera-comica, Parigi 1848;
- Les Porcherons, opera-comica, Parigi 1850;
- Bonsoir, monsieur Pantalon, opera-comica, Parigi 1851;
- Le Carillonneur de Bruges, opera-comica, Parigi 1852;
- Les Amours du diable, Théâtre Lyrique, Parigi 1853;
- Le Chien du jardinier, opera-comica, Parigi 1855;
- Voyage autour de ma chambre, Parigi 1859;
- Le Joaillier de Saint-James, opera-comica in 3 atti, testi di Jules-Henri Vernoy de Saint-Georges e Adolphe de Leuven, Opéra-Comique, 1862;
- La Chatte merveilleuse, libretto di Adolphe d'Ennery e Dumanoir, Théâtre Lyrique, Parigi 1862;
- Les Bégaiements d'amour, Parigi 1864;
- Les Douze innocentes, opera-buffa, testi di Émile de Najac, musica d'Albert Grisar, Théâtre des Bouffes-parisiens, 1865;
- Le Procès, 1867.